# 晋悼公
晉悼公（前586年—前558年），姬姓，名周，一作糾，又稱周子或孫周。為惠伯談次子，其祖父桓叔捷为晋襄公的小儿子。在堂叔晉厲公被弒後，被迎立為君。在位時重用呂相、士魴、魏頡、趙武等人，懲亂任賢，整頓內政，晉悼公四年（前569年）魏絳推行“和戎狄”的策略，同戎狄相處融洽。聯宋納吳，八年之中，九合诸侯，将晋国霸业推至巅峰。

## 家世與即位
悼公的祖父桓叔捷並非晉襄公的長子，根據驪姬之亂時所定的制度，除國君繼承人外，其餘的兒子都不得留在國內。桓叔捷並非太子，故也避居於周室。桓叔捷後生惠伯談，悼公為惠伯談次子。悼公适逢王室卿士單襄公，從小受到周禮的熏陶。
厲公七年（公元前572年）十二月乙卯，欒書與中行偃趁厲公出遊之時將他囚禁，厲公於六日後庚申日被弒。厲公的被弒是繼靈公被弒以來晉國政局又一次大的動盪。欒書與中行偃以車一乘將厲公薄葬於舊都翼的東門，並惡諡為“厲”，厲公所受的恥辱於晉國歷代國君中所鮮見。
厲公被弒後，兩人令荀罃與士魴迎身在周室的桓叔捷後裔為君，由於悼公長兄“无慧，不能辨菽麦”，故而立悼公。悼公當時才十四歲，但已是非常聰慧，他對迎立他的人說：“我原本不曾想過有今天，但時已至此，可能是天意吧。但人們之所以要有國君，是為了聽他的命令。否則的話，立了國君又不聽國君的指示，那還何需要用國君？”下屬表示接受，悼公便並大臣於清原結盟。然後於正月前往曲沃朝見大臣時，悼公又當眾驅逐有不臣行為的七個臣下，以樹立國君的絕對權威。二月初一，悼公於國都新絳（今山西省侯馬）正式即位，並於本年改元為元年。

## 在位期間
自其曾祖父襄公去世後，繼位的靈公才只是個嬰兒。年幼的國君無法理政，大政掌握於趙氏之手。趙氏首領趙盾好結黨私營和排斥異己。在他的治理下，晉國對外國勢不振，全不復文、襄時代霸業；對內則弄得卿大夫之間互相勾心鬥角。從襄公去世至悼公繼位之前的三十多年間，晉國公室同卿族的鬥爭導致了二名國君被弒，狐、箕、伯、先、郤等多個卿大夫家族被滅，趙氏中衰。悼公即位後，為提高公室威信和統治基礎，逐漸起用那些已衰落的卿族。

### 內政改革
對內方面，悼公命百官，肅內政，任賢良，他用魏相、士魴、魏頡及趙武為卿，命荀家、荀會、欒黡與韓无忌為公族大夫，以教育卿族子弟。再派士渥濁為太傅，右行辛為司空，並起用弁糾、祁奚和荀賓等為官，整頓軍政。
在厲公時代，為恢復晉國的霸業，連年對外發動戰爭，令國人要負擔沉重的軍賦，悼公即位後，濟貧困，救災減稅，並寬刑節儉。為保證農業的發展，只在家閒內起征農民。減輕賦稅是縮減開支，並免去以前的舊債，還拿出糧食帛布援助農民。他採納魏絳的意見，下令國君以下的貴族將屯積的陳糧賣掉，使得“國無滯積，變無困人”，同時還放寬對漁獵山林湖泊的禁令，令“公無禁利，亦無貪民”。這些政策解放了生產力，改善了勞動者的生活質量。
景公時曾令士會重修法典，以強公室。悼公即位後，令士渥濁修改他的先祖范武子之法。這部法典較前者為溫和，其目的就是為緩和與卿族的關係。
在軍事方面，悼公即位之初，晉國有中、上、下、新四軍。但在新軍統帥知罃與士魴去世後，找不到適當的人士繼任，便將新軍與下軍合併。同時又精簡大批冗員，御戎原本是為文公時代為國君駕車的職務，隨著私家勢力的發展，卿族也開始設御戎，悼公取消他們的御戎，改由在戰時以軍尉接任。同時，又在各軍分別派遣司馬和軍尉，用以御車訓馬和加強軍隊紀律。

### 對外方面
在改革內政的同時，悼公總結景、厲兩代積累的經驗，調整對外政策。當時，楚國乘晉國內亂，發兵滅了舒庸，又與鄭國聯軍乘晉國的長期盟友宋國內亂，連取宋的朝郟、幽丘、城郜和彭城（都在江蘇徐州附近）四座城邑。並將奔楚的宋臣魚石、向為人、向帶等五人安置在彭城，派三百乘兵力戍守，以壓制宋國和扼住晉、吳間的聯繫要道。宋國久攻彭城不下後，向晉國救援。悼公親率軍隊駐紮於台谷（今山西晉城），同時命士魴請魯國出兵。同年十二月，悼公與齊、魯、宋、衛和邾國會於虛朾（今河南睢县）以商救宋事宜。第二年，晉國與宋、衛、曹、莒、邾、滕及薛計八國之師圍彭城，彭城守軍出降。同年，晉國以齊不參與彭城之會為由，興兵伐齊，齊被迫以太子光為人質。此年夏天，韓厥和荀偃以諸侯之師攻入新鄭外城，並借道鄭境攻楚國的焦和夷（都在今安徽省亳州一帶），並一直打到陳國。這次行動不僅為為宋國奪回彭城四邑。在聯軍多次威壓之下，鄭也向晉國屈服。此後，悼公又多次邀諸侯相會，以打擊楚國的勢力。
申公巫臣在景公之時獻聯吳制楚之計，從此晉吳兩國開始聯盟。至悼公在位後，吳國已在東南興起，成為楚國一大勁敵。悼公四年（公元前570年），吳國出奇技大勝楚軍，取駕邑，楚令尹子重氣急之下突發心疾而去世。同年，悼公在雞澤大會諸侯，派荀會邀吳王壽夢與會，吳王壽夢因道路原因並未前來。當時，陳國由於不堪楚的壓迫，也派出使者請求會盟。二年後，吳國主動遣使向晉國打聽會盟日期，悼公命魯、衛與吳王會盟於善道（今江蘇盯胎北）。同年九月，吳國參與了華夏諸侯在戚的會盟。這也標誌著自景公時代制訂的聯吳制楚戰略的完成。

#### 北和戎狄
自齊桓公北伐山戎（又稱北戎）後，山戎開始華夏化。北戎中最強的無終於悼公五年（公元前569年）遣使到晉國議和。悼公採納了魏絳的建議，派他前往無終締結盟約。北方的安寧，令悼公有專注於內政和向南的擴展。

#### 禮遇諸侯
悼公以前的晉國常自恃自力強盛，對諸侯小國隨意凌虐，完全不顧及他們的貴族尊嚴，悼公即位後決定改變外交政策。悼公九年（公元前565年），親晉的鄭國敗蔡國，並俘其司馬公子燮。悼公便再邀鄭、齊、宋、衛、邾等國會於邢丘（今河南溫縣）。悼公重新規定朝聘期限的納貢的數量，鄭簡公親自獻上蔡國俘虜，以示聽命。同時，悼公不再用天子之禮直接在都城內接見朝聘的諸侯，而是親自到郊外迎接。對於擔負太重的諸侯，也給予平均分擔的權利。悼公在外交方面的改革，得到了諸侯的認同和好感。

#### 與楚爭霸
對晉國霸業有威脅的是南方的楚國，自晉文公開始，他們就是爭霸的兩方。幾十年來，兩國的直接對抗都是勢均力敵，互有勝負。悼公決定盡量避開與楚國直接衝突，面是選擇對夾在兩強之間的鄭國下手。早在即位之初，晉國以八國之軍擊敗鄭、楚聯軍後，悼公一年之間兩次在戚會盟諸侯，再擴建虎牢，以重兵駐守。由於虎牢扼在鄭國咽喉，鄭國對此十分畏懼，於是主動求和。悼公九年（公元前565），楚國被鄭國主動攻擊的行為激怒，派令兵討伐，鄭國又與之會盟。一年後，悼公與宋、衛、魯、曹、莒、邾、滕、薛、杞和小邾及齊共十二位諸侯聯合攻打鄭國，包圍鄭都新鄭。鄭國感到害怕，便再求和。雙方會盟於戲。但晉國在這次會盟的要求沒有達成，在盟會後又率諸侯聯軍攻鄭。此時楚國也因為鄭親晉而用兵伐鄭，鄭國便再次降楚。這年九月，晉國又聯合諸侯攻鄭，鄭國以大量的樂師和樂器獻給悼公求和，雙方於蕭魚會盟。

### 壮志未酬
晉楚相爭的同時，東方的齊國借機擴張，在滅掉萊國之後，與王室通婚，並聯合莒、邾等國對晉國若即若離。悼公十六年（公元前558年），齊軍圍魯國的成地，又遣邾國攻魯的南方。魯國向晉國求救，晉國準備會和諸侯商討邾、莒事宜，悼公卻在這時生病，於這年冬天去世，盟會的計劃最終未成。

## 評價
《左傳》評價悼公的治政是：凡六官之长，皆民誉也。举不失职，官不易方，爵不逾德，师不陵正，旅不逼师，民无谤言，所以复霸也。
楚令尹子囊評價悼公為：晋君类能而使之，举不失选，官不易方。
鄭子展對悼公的評價：晋君方明，四军无阙，八卿和睦

### 現代觀點
悼公在位時救宋，服齊，伐鄭，結魯，修吳，和戎，先後大會諸侯十七次。現代人所著的《春秋左傳人物譜》總結悼公有三點長處：一是善用人並能謙虛的接受意見，在剛剛即位就啟用大批人才為官；二是對外方面以禮服諸侯；最後則是在為政有方，以德和民。
《春秋左傳人物譜》同時又指出悼公也并非完美，主要的缺憾有失去陳國，伐秦無功，以及衛亂不能救。悼公在位末年，將大權交給知氏、荀氏和范氏，導致了在平公之時發生欒、范兩家內亂時，范氏(范鞅，又称士鞅)以一己之私動用諸侯之兵，損害了晉國在諸侯國的地位，而之後的晉國政出多門，世卿專政的局面恐怕也是悼公始料未及的。
另一部現代人所著《春秋史》對悼公整頓內政的政績和對楚鬥爭有正面評價，認為他是一位有才能的國君。

## 執政
在位期間執政為：韓厥、知罃、荀偃、欒黶、魏相、士魴、趙武、魏絳、韓起、范匄、魏頡。

## 家庭
- 父：惠伯談
- 兄：名不詳，左傳記載他無慧，不能辨菽麥
- 弟：揚干
- 妻：晉悼夫人，杞桓公女
- 子：晉平公 公子慭

### 引用
1. ↑  《國語·晉語》：召周子而立之，是为悼公。
2. ↑  《國語·晉語》：乃纳孙周而立之，实为悼公。
3. ↑  《左传·襄公十一年》：晋侯……曰：“子教寡人和诸戎狄，以正诸华。八年之中，九合诸侯，如乐之和，无所不谐。请与子乐之。”辞曰：“夫和戎狄，国之福也；八年之中，九合诸侯，诸侯无慝，君之灵也，二三子之劳也，臣何力之有焉？抑臣愿君安其乐而思其终也！
4. ↑  《晉國史綱要》第94-95頁
5. ↑  《國語·周语下》：晋孙谈之子周适周，事单襄公…… 襄公有疾，召顷公而告之，曰 ：“必善晋周，将得晋国。
6. ↑  《左傳·成公十七年》：公游于匠丽氏，栾书、中行偃遂执公焉。
7. ↑  《春大·成公十八年》：「正月庚申，晋栾书、中行偃使程滑弑厉公。」今人考証，認為《左傳》此條用的是魯曆，魯曆本年正月於晉曆為去年十二月。（楊伯峻《春秋左傳注》頁904）
8. ↑  《晉國史綱要》 晉悼公得國的原因 第94頁
9. ↑  《左傳·成公十八年》：使荀罃、士鲂逆周子于京师而立之，生十四年矣。大夫逆于清原，周子曰：“孤始愿不及此。虽及此，岂非天乎！抑人之求君，使出命也，立而不従，将安用君？二三子用我今日，否亦今日，共而従君，神之所福也。”对曰：“群臣之愿也，敢不唯命是听。”庚午，盟而入，馆于伯子同氏。辛巳，朝于武宫，逐不臣者七人。
10. ↑  《左傳·成公十八年》：二月乙酉朔，晋侯悼公即位于朝。
11. ↑  《國語·晉語五》「〔悼公〕四年，會諸侯於雞丘」、「〔悼公〕五年，無終子嘉父使孟樂因魏莊子納虎豹之皮以和諸戎」，《左傳》襄二十二年鄭公孫僑語晉人云「在晉先君悼公九年，我寡君（鄭簡公）於是即位」，《史記·晉世家》「〔悼公〕十一年冬，秦取我櫟」、「十五年，悼公問治國於師曠」，皆可証晉悼公元年即西元前573年。（楊伯峻《春秋左傳注》頁904）
12. 1 2  《春秋史》 第131頁
13. 1 2  《晉國史綱要》第99頁
14. ↑  《左傳·襄公十四年》：晋侯舍新军，礼也。成国不过半天子之军，周为六军，诸侯之大者，三军可也。于是知朔生盈而死，盈生六年而武子卒，彘裘亦幼，皆未可立也。新军无帅，故舍之。
15. ↑  《晉國史綱要》第99-100頁
16. ↑  《晉國史綱要》第101頁
17. ↑  《春秋史》第131-132頁
18. ↑  《晉國史綱要》第102頁
19. ↑  《春秋史》第133頁
20. ↑  《晉國史綱要》第103頁
21. ↑  《春秋史》第134-133頁
22. ↑  《左傳·襄公十五年》：邾人伐我南鄙。使告于晋，晋将为会以讨邾、莒晋侯有疾，乃止。冬，晋悼公卒，遂不克会。
23. ↑  《春秋史》第135-136
24. ↑  《左傳·成公十八年》
25. ↑  《左傳·襄公九年》
26. ↑  《左傳·襄公八年》
27. 1 2  《春秋左傳人物譜》晉悼公
28. ↑  《春秋史》 第136頁